# Familia Qiriazi
La familia Qiriazi (en albanés: Familja Qiriazi) fue una prominente familia albanesa de Manastir (actual Macedonia del Norte). Fueron educadores, traductores, editores y figuras públicas del período del Despertar Nacional Albanés. Se les recuerda por sus actividades en apoyo de la consolidación de la conciencia nacional albanesa. También son conocidos, especialmente Gjerasim y Gjergj, por su papel como primeros fundadores del Movimiento Evangélico Albanés.

## Miembros
Gjerasim Qiriazi (1858-1894) asistió a una escuela griega en su Monastir natal y, con la ayuda de su profesor de inglés, el misionero estadounidense Jenney, estudió en un colegio bíblico estadounidense en Sámokov, Bulgaria. Después de cuatro años de formación allí, la Sociedad Bíblica Británica y Extranjera le ofreció un trabajo, para la que comenzó a trabajar en Korçë en 1883. También comenzó a escribir una gramática albanesa y se sabe que predicó en albanés. El 12 de noviembre de 1884, mientras viajaba por las montañas al suroeste del lago de Ocrida, fue atacado por bandidos y retenido para pedir rescate durante medio año. La narración de su calvario de seis meses fue traducida al inglés por J. W. Baird de Monastir como Captured by Brigands (Londres, 1902). La apertura de la primera escuela albanesa reconocida oficialmente en Korça en 1887 lo inspiró a él y a sus hermanas Sevasti Qiriazi-Dako (1871-1949) y Parashqevi Qiriazi (1880-1970) a abrir una escuela para niñas. Con la ayuda de Naim Frashëri recibieron las autorizaciones correspondientes en Estambul y el 15 de octubre de 1891 abrieron la primera escuela para niñas albanesas en Korça. El verano siguiente, trasladaron el local a un edificio más grande para hacer espacio para más alumnos. La jerarquía ortodoxa griega se opuso fanáticamente a la escuela desde el principio y llegó a negarse a enterrar al hijo de uno de sus patronos. El 4 de enero de 1894, Gjerasim Qiriazi murió, a la edad de 36 años, a causa de la pleuresía que había contraído durante su período de cautiverio. Fue autor de poesía, canciones, bocetos, diálogos y libros de texto escolares. Una selección de sus escritos fue publicada por su hermano menor Gjergj en la colección Hristomathi më katër pjesë (Cristomía en cuatro partes; Sofía, 1902).
Gjergj Qiriazi (1868-1912), conocido en inglés como George Kyrias, asistió a una escuela griega en su Monastir natal y al colegio bíblico estadounidense en Samokov. En 1908 fue delegado en el Congreso de Monastir. Gjergj Qiriazi fue uno de los fundadores del periódico en albanés Bashkim' i Kombit (Unidad de la Nación) en 1909. Además de la cretomía de su hermano, publicó una colección de versos religiosos titulada Kënkë të shenjtëruara (Canciones sagradas; Sofía, 1906).
Sevasti Qiriazi-Dako (1871-1949) estudió en el prestigioso Robert College de Estambul con la ayuda de Naim bey Frashëri, y desempeñó un papel activo en Educación de la mujer. Fue la primera mujer albanesa en estudiar en esta institución estadounidense, de la que se graduó en junio de 1891. Inmediatamente después de su regreso a Albania, jugó un papel decisivo en la fundación de la escuela femenina Korça. Después de la Primera Guerra Mundial, esta escuela todavía era conocida por el nombre de la familia como la Escuela Kyrias. Se dice que Sevasti Qiriazi-Dako publicó una gramática para principiantes para escuelas primarias (Monastir, 1912) y editó una serie de textos de historia. Con su marido, el periodista y escritor Christo Anastas Dako, y su hermana Parashqevi, se marchó a Rumanía y de allí emigró con ellas a Estados Unidos, donde colaboró en el periódico quincenal Yll' i mëngjezit (La Estrella de la Mañana).
Parashqevi Qiriazi (1880-1970), también conocido como Paraskevi D. Kirias, también estudió en el Robert College de Estambul y luego regresó a Albania para enseñar. En 1909, publicó un corrector ortográfico para escuelas primarias. Más tarde organizó la educación de los niños y las escuelas nocturnas en el sur de Albania y ayudó a establecer los rudimentos de un sistema de bibliotecas. En los Estados Unidos, ayudó a fundar la sociedad Yll' i mëngjezit (La estrella de la mañana) y publicó el periódico ilustrado del mismo nombre, publicado en Boston entre 1917 y 1920. Parashqevi Qiriazi también participó en la Conferencia de Paz de París de 1919 como representante de la comunidad albano-estadounidense.
El apellido Kyrias (Qiriazi) es ampliamente respetado en todos los territorios poblados por albaneses y muchas instituciones llevan su nombre. El 7 de marzo es el Día del Maestro oficial en Albania, en recuerdo de la apertura de la escuela de la familia Qiriazi en 1891.

## Legado
- Sevasti Qiriazi y su hermana Parashqevi Qiriazi son conocidas coloquialmente en Albania como "las hermanas Qiriazi" (en albanés: Motrat Qiriazi). Son consideradas las "madres de la educación albanesa".[12]
- Varias instituciones y organizaciones educativas en los Balcanes llevan el nombre de las hermanas, como la Shkolla 9-vjeçare "Sevasti Qiriazi" en Korça, la Shkolla Fillore e Mesme e Ulët "Motrat Qiriazi" en Klina,[13] y la escuela secundaria "Sevasti Qiriazi" en Tirana.[14]
- En 2017, las imágenes de estos cuatro hermanos aparecieron en un sello postal de Correos de Kosovo en honor al 500 aniversario de la Reforma Protestante.[15] La portada oficial del evento decía:La educación y la emancipación estaban en el corazón de la Reforma, además de la teología, una corriente que cruzó las tierras albanesas unos 300 años después. En el fondo de este sello postal, en la parte inferior se encuentra el pilar central de la reforma albanesa, la familia Qiriazi: los hermanos Gierasimi y Gjergji y las hermanas Sevastia y Parashqevi, que entre otras cosas llevaron sobre sus hombros el renacimiento espiritual, la educación y la emancipación de la sociedad albanesa en el momento de un gran punto de inflexión histórico.
- En 2017, se abrió un colegio que lleva el nombre de Qiriazi[16] en la propiedad del Instituto Kyrias original (1922-1933) en Kamëz, Albania.
- En 2022, el Banco de Albania hizo pública su decisión de acuñar una moneda conmemorativa con la imagen de Sevasti Qiriazi, que se lanzará en 2023.[17]